# Gabriel Feltz
Gabriel Feltz (* 1971 in Berlin) ist ein deutscher Dirigent. Seit der Spielzeit 2013/2014 war er Generalmusikdirektor am Theater Dortmund und leitet die Dortmunder Philharmoniker (bis 2025). Als designierter Generalmusikdirektor wird er an das Theater Kiel wechseln.

## Leben und Engagements
Gabriel Feltz hat an der Hochschule für Musik „Hanns Eisler“ Berlin studiert und sein Studium in den Fächern Dirigieren und Klavier 1994 abgeschlossen. Zuerst Assistent bei Gerd Albrecht an der Hamburgischen Staatsoper, führten ihn anschließend erste Engagements an die Städtischen Bühnen Lübeck (1995–1997) und an das Theater Bremen (1997–2000). Von 1996 bis 1997 leitete er parallel auch das Harvestehuder Sinfonieorchester Hamburg. 2000–2005 hatte er das Amt des GMD der Theater & Philharmonie Thüringen in Gera/Altenburg inne. Feltz dirigierte bereits das Deutsche Symphonie-Orchester Berlin, das Symphonieorchester des Bayerischen Rundfunks (München) im Rahmen des Internationalen Musikwettbewerbs der ARD 2003, das Bayerische Staatsorchester, das Gürzenich-Orchester Köln, die Rundfunk-Sinfonieorchester Berlin und das Rundfunkorchester Köln, das Frankfurter Opern- und Museumsorchester, die Staatskapelle Weimar, die Essener Philharmoniker, das Konzerthausorchester Berlin (ehemals Berliner Sinfonie-Orchester), das Beethoven Orchester Bonn, die Bremer Philharmoniker, die Mecklenburgische Staatskapelle Schwerin, die Dresdner Philharmonie, das RIAS-Jugendorchester Berlin, die Bamberger Symphoniker in Produktionen für den Bayerischen Rundfunk München sowie das Orchester der Flämischen Oper Antwerpen.
2000/2001 leitete Feltz am Theater Bremen die Neuproduktion von Luigi Nonos „Intolleranza“ in der Regie von Johann Kresnik. Im März 1999 hatte er an der Bayerischen Staatsoper München mit einer Balletturaufführung debütiert und ist seitdem dort regelmäßig Gast, so erneut im Juli 2006. Im Oktober 2004 gab Feltz sein erfolgreiches Debüt mit der Staatskapelle Dresden in der Semperoper, im Januar/Februar 2005 stand er für eine Produktion des Bayerischen Rundfunks München erneut am Pult der Bamberger Symphoniker. Außerdem dirigierte er das Philharmonische Staatsorchester Halle auf einer Gastspielreise in die Schweiz mit Konzerten in der Genfer Victoria Hall und der Tonhalle Zürich.
In der Saison 2005/2006 folgte er u. a. Einladungen des Bundesjugendorchesters zu einer Deutschlandtournee sowie zu Konzerten mit der Jenaer Philharmonie und dem Nationaltheater-Orchester Mannheim. 2006/2007 gab Feltz Konzerte mit dem Radio-Symphonieorchester Wien, dem Berner Symphonieorchester, dem Philharmonischen Staatsorchester Mainz, dem Philharmonischen Orchester der Stadt Freiburg i. Brsg., der Norddeutschen Philharmonie Rostock, dem Rundfunk-Sinfonieorchester Saarbrücken sowie dem KBS Symphony Orchestra Seoul. In der Spielzeit 2007/2008 dirigierte Feltz u. a. Konzerte mit den Nürnberger Philharmonikern, dem Orchester des Hessischen Staatstheaters Wiesbaden, der Anhaltischen Philharmonie Dessau und folgte einer Wiedereinladung des Sinfonieorchesters St. Gallen. 2008/2009 dirigierte er die Wiederaufnahme der Oper Caligula von Detlev Glanert an der Oper Frankfurt/Main.
Von 2004 bis 2013 war Feltz Chefdirigent der Stuttgarter Philharmoniker.
Feltz wurde von der Findungskommission für die Neubesetzung des GMD-Postens bei den Dortmunder Philharmonikern als Nachfolger Jac van Steens ab der Saison 2013/14 vorgeschlagen und durch einen einstimmigen Beschluss des Stadtrats im März 2012 zum GMD ab der Spielzeit 2013/14 bestellt. 2014 wurde der Vertrag bis zum Jahr 2023 verlängert. Am 24. August 2021 gab das Theater Dortmund bekannt, dass der Vertrag erneut bis zum 31. Juli 2025 verlängert wurde.
Ab der Spielzeit 2017/2018 ist er zusätzlich Chefdirigent der Belgrader Philharmonie (bis 2025).
Im Dezember 2023 wurde bekannt, dass er als designierter Generalmusikdirektor nach Kiel wechseln wird.

## Preise
1993 gewann Feltz den 1. Preis des 4. Berliner Dirigentenkurses der Ferenc-Fricsay-Gesellschaft.
1996 wurde er als einer von zwei „Conducting Fellows“ des Tanglewood Music Center ausgewählt und trat dort in gemeinsamen Konzerten mit Seiji Ozawa und Bernard Haitink auf.
1997 war er Finalist des Bonner Dirigentenwettbewerbs und dirigierte das Abschlusskonzert des Beethovenfestes. 1999 wurde Feltz Preisträger des Dirigentenforums des Deutschen Musikrates.
Im Februar 2007 hat die „Foundation Serge Rachmaninoff“ die Stuttgarter Philharmoniker unter Leitung ihres Chefdirigenten Gabriel Feltz zur Würdigung des bis heute umfangreichsten Aufführungszyklus eines deutschen Orchesters mit Werken Rachmaninoffs mit dem „Prix Rachmaninoff 2006“ ausgezeichnet.

## Aufnahmen
Zahlreiche Rundfunkaufnahmen von Opern- und Konzertliteratur bezeugen Gabriel Feltz' Interesse an Neuer Musik.
Im Herbst 2004 erschien bei Sony Classical eine CD mit Werken von Prokofjew als Weltersteinspielung (NDR Radiophilharmonie Hannover). Weitere Aufnahmen umfassen Orchesterwerke von Ottorino Respighi, Josef Suk und Richard Strauss (Eine Alpensinfonie) mit dem Philharmonischen Orchester Altenburg-Gera bei Dreyer-Gaido, sowie von Friedrich Witt und Johann Nepomuk Hummel mit dem Thüringischen Kammerorchester Weimar bei Deutsche Schallplatten.
Im Herbst 2005 erschien bei Dreyer-Gaido eine CD der Stuttgarter Philharmoniker unter Leitung von Gabriel Feltz mit drei unterschiedlichen Werken – Richard Strauss Also sprach Zarathustra, György Ligeti Atmosphères sowie Wolfgang Amadeus Mozart Sinfonie C-Dur Jupiter-Sinfonie.
Im Jahre 2006 folgte wiederum unter dem Label Dreyer-Gaido eine CD mit zwei Werken Rachmaninoffs: Der Fels und Die Toteninsel sowie mit Skrjabins Promethée.
2010 und 2012 erschienen bei OehmsClassics die beiden Orgelkonzerte des tschechischen Komponisten Petr Eben, mit Gunther Rost und den Bamberger Symphonikern unter Leitung von Gabriel Feltz.